# Hemipecteros vatsoni
Hemipecteros vatsoni är en fjärilsart som beskrevs av William Schaus 1920. Hemipecteros vatsoni ingår i släktet Hemipecteros och familjen tandspinnare. Inga underarter finns listade i Catalogue of Life.